# Судієнки (рід)
Судієнки — український старшинський, згодом дворянський рід на території Російської імперії від 1672 року.

## Походження
Нащадки Андрія Івановича — стародубського полкового судді (друга половина XVII ст.). Його син Іван першим прийняв прізвище Судієнко. 1880-х роках Осип Михайлович Судієнко був Владимирським губернатором.

## Опис герба
Щит: на червоному срібний хрест і золотий ріг, що висить на шнурку. Щит увінчаний шляхетським шоломом і короною.Намет на щиті червоний, підкладений сріблом. Нашоломник: три страусині пір'їни. Герб внесений до Загального гербовника дворянських родів Російської імперії (III, 97).